# رایان کلاف
رایان کلاف (انگلیسی: Ryan Colclough؛ زادهٔ ۲۷ دسامبر ۱۹۹۴) بازیکن فوتبال اهل بریتانیا است.
از باشگاه‌هایی که در آن بازی کرده‌است می‌توان به باشگاه فوتبال کرو آلکساندرا، باشگاه فوتبال ویگان اتلتیک، و باشگاه فوتبال اسکانتورپ یونایتد اشاره کرد.